# Juponlampi
Juponlampi eller Juoponlampi är en sjö i Finland. Den ligger i kommunen Rovaniemi i landskapet Lappland, i den norra delen av landet, 700 km norr om huvudstaden Helsingfors. Juoponlampi ligger 150,9 meter över havet. Arean är 18,3 hektar och strandlinjen är 2,21 kilometer lång. Sjön  ingår i Kemi älvs huvudavrinningsområde. 